# Festival di Berlino 1999
La 49ª edizione del Festival internazionale del cinema di Berlino si è svolta a Berlino dal 10 al 21 febbraio 1999, con lo Zoo Palast come sede principale. Direttore del festival è stato per il ventesimo anno Moritz de Hadeln.
L'Orso d'oro è stato assegnato al film statunitense La sottile linea rossa di Terrence Malick.
L'Orso d'oro alla carriera è stato assegnato all'attrice Shirley MacLaine mentre la Berlinale Kamera è stata assegnata all'attrice Meryl Streep, al produttore Armen Medvedev e al regista, sceneggiatore e produttore Robert Rodríguez.
Per la prima volta in questa edizione è stato assegnato il premio del pubblico ad uno dei film presentati nella sezione "Panorama".
Il festival è stato aperto dal film in concorso Aimée & Jaguar di Max Färberböck ed è stato chiuso dalla proiezione speciale di Porgy and Bess di Otto Preminger, al quale è stata dedicata la retrospettiva di questa edizione.

## Giurie

### Giuria internazionale
- Ángela Molina, attrice (Spagna) - Presidente di giuria[5]
- Paulo Branco, produttore e attore (Portogallo)
- Ken Adam, scenografo (Regno Unito)
- Pierre-Henri Deleau, direttore del Festival internazionale del documentario di Biarritz (Francia)
- Assi Dayan, attore, regista e sceneggiatore (Israele)
- Michelle Yeoh, attrice (Malesia)
- Hellmuth Karasek, giornalista, critico letterario e romanziere (Germania)
- Katja von Garnier, regista (Germania)

### Kinderjury
I premi riservati alla sezione Kinderfilmfest sono stati assegnati da una giuria composta da membri di età compresa tra 11 e 14 anni, selezionati dalla direzione del festival attraverso questionari inviati l'anno precedente.

## Selezione ufficiale

### In concorso
- 8mm - Delitto a luci rosse (8mm), regia di Joel Schumacher (Germania, USA)
- 39 keihō dai sanjūkyū jō, regia di Yoshimitsu Morita (Giappone)
- Aimée & Jaguar, regia di Max Färberböck (Germania)
- La colazione dei campioni (Breakfast of Champions), regia di Alan Rudolph (USA)
- Il colore della menzogna (Au coeur du mensonge), regia di Claude Chabrol (Francia)
- Desserts, regia di Jeff Stark (Regno Unito)
- Emporte-moi, regia di Léa Pool (Svizzera, Canada, Francia)
- eXistenZ, regia di David Cronenberg (Canada, USA)
- Faraon, regia di Sergei Ovcharov (Russia)
- La fortuna di Cookie (Cookie's Fortune), regia di Robert Altman (USA)
- Glória, regia di Manuela Viegas (Portogallo, Francia, Spagna)
- Hi-Lo Country (The Hi-Lo Country), regia di Stephen Frears (Regno Unito, Germania, USA)
- Idölle, regia di Petra Brix e Anja Perl (Germania)
- Karnaval, regia di Thomas Vincent (Francia, Germania, Belgio, Svizzera)
- Kesher Ir, regia di Jonathan Sagall (Israele)
- Koly, regia di Boris Kazakov (Russia)
- En kväll på stan, regia di Per Carleson (Svezia)
- Maski, regia di Piotr Karwas (Germania, Polonia)
- Mifune - Dogma 3 (Mifunes sidste sang), regia di Søren Kragh-Jacobsen (Danimarca, Svezia)
- Nachtgestalten, regia di Andreas Dresen (Germania)
- La niña dei tuoi sogni (La niña de tus ojos), regia di Fernando Trueba (Spagna)
- The Offering, regia di Paul Lee (Canada)
- Pausa, regia di Michele De Virgilio e Nicola Scorza (Italia)
- Qian yan wan yu, regia di Ann Hui (Hong Kong, Cina)
- Ricomincia da oggi (Ça commence aujourd'hui), regia di Bertrand Tavernier (Francia)
- Scherzi del cuore (Playing by Heart), regia di Willard Carroll (Regno Unito, USA)
- Shakespeare in Love, regia di John Madden (USA, Regno Unito)
- Simon Magus, regia di Ben Hopkins (Regno Unito, USA, Francia, Germania, Italia)
- La sottile linea rossa (The Thin Red Line), regia di Terrence Malick (USA)
- Strand, regia di Susann S. Reck (Germania)
- El topo y el hada, regia di Grojo (Spagna)
- Tra le gambe (Entre las piernas), regia di Manuel Gómez Pereira (Spagna, Francia)
- Tre stagioni (Three Seasons), regia di Tony Bui (Vietnam, USA)
- Viaggio verso il sole (Günese Yolculuk), regia di Yeşim Ustaoğlu (Turchia, Paesi Bassi, Germania)

### Fuori concorso
- Buena Vista Social Club, regia di Wim Wenders (Germania, USA, Regno Unito, Francia, Cuba)
- The Faculty, regia di Robert Rodriguez (USA)
- La voce dell'amore (One True Thing), regia di Carl Franklin (USA)

### Proiezioni speciali
- Oltre il giardino (Being There), regia di Hal Ashby (USA)
- Porgy and Bess, regia di Otto Preminger (USA)
- Pünktchen und Anton, regia di Caroline Link (Germania)
- Uno specialista - Ritratto di un criminale moderno (Un spécialiste, portrait d'un criminel moderne), regia di Eyal Sivan (Israele, Francia, Germania, Austria, Belgio)
- Gli ultimi giorni (The Last Days), regia di James Moll (USA)

### Panorama
- Ah haru, regia di Shinji Sōmai (Giappone)
- Aila, regia di Ramiz Hasanoglu e Rustam Ibragimbekov (Azerbaigian)
- Aksuat, regia di Serik Aprimov (Kazakistan)
- Amic/Amat, regia di Ventura Pons (Spagna)
- Amnesia, regia di Jerry Tartaglia (Stati Uniti)
- Anni di latta, regia di Luca Busso (Italia)
- Asphalto, regia di Ilppo Pohjola (Finlandia)
- Beefcake, regia di Thom Fitzgerald (Canada, Regno Unito, Francia)
- Below the Belt, regia di Dominique Cardona e Laurie Colbert (Canada)
- Un bicchiere di rabbia (Um Copo de Cólera), regia di Aluizio Abranches (Brasile)
- Blokpost, regia di Aleksandr Rogozhkin (Russia)
- Charlie!, regia di Josh Rosenzweig (Stati Uniti)
- Città nuda (Apo tin akri tis polis), regia di Constantine Giannaris (Grecia)
- Closed Country, regia di Kaspar Kasics (Svizzera)
- Dreamers, regia di Félix Viscarret (Spagna)
- L'eczémateuse, regia di Manu Kamanda (Belgio)
- Farewell Pavel, regia di Rosemarie Blank (Paesi Bassi, Germania)
- Ferkel, regia di Luc Feit (Germania)
- Fiona, regia di Amos Kollek (Stati Uniti)
- Fucking Åmål - Il coraggio di amare (Fucking Åmål), regia di Lukas Moodysson (Svezia, Danimarca)
- Gendernauts - Eine Reise durch die Geschlechter, regia di Monika Treut (Stati Uniti, Germania)
- Gierig, regia di Oskar Roehler (Germania)
- Go to Shanghai, regia di Daniela Abke e Dorothee Brüwer (Germania)
- Helden in Tirol, regia di Niki List (Austria, Svizzera)
- Historia kina w Popielawach, regia di Jan Jakub Kolski (Polonia)
- Innocent Until Proven Guilty, regia di Kirsten Johnson (Stati Uniti)
- Jin-Roh - Uomini e lupi (Jin-Rō), regia di Hiroyuki Okiura (Giappone)
- José Rizal, regia di Marilou Diaz-Abaya (Filippine)
- Kínai védelem, regia di Gábor Tompa (Ungheria)
- Kurt Gerrons Karussell, regia di Ilona Ziok (Repubblica Ceca, Germania, Paesi Bassi)
- Lágrimas negras, regia di Fernando Bauluz e Ricardo Franco (Spagna)
- Little Voice - È nata una stella (Little Voice), regia di Mark Herman (Regno Unito)
- Liu Awaiting Spring, regia di Andrew Soo (Australia)
- Lola + Bilidikid, regia di Kutlug Ataman (Germania)
- The Man Who Drove with Mandela, regia di Greta Schiller (Regno Unito, Belgio)
- Matrimoni, regia di Cristina Comencini (Italia, Francia)
- Meglio del cioccolato (Better Than Chocolate), regia di Anne Wheeler (Canada)
- Mei shao nian zhi lian, regia di Yonfan (Hong Kong)
- Models, regia di Ulrich Seidl (Austria)
- Nein! Zeugen des Widerstandes in München 1933-1945, regia di Katrin Seybold (Germania)
- Nicht auf den Mund, regia di Kathrin Feistl (Germania)
- Nina Hagen = Punk + Glory, regia di Peter Sempel (Germania)
- Una relazione al femminile - La Nouvelle Ève (La Nouvelle Ève), regia di Catherine Corsini (Francia)
- NY 'NY 'n why not, regia di Michael Brynntrup (Germania)
- Otac, sin, sveti duh, regia di Zelimir Gvardiol (Germania)
- Palmer's Pick-Up, regia di Christopher Coppola (Stati Uniti)
- Paran daemun, regia di Kim Ki-duk (Corea del Sud)
- Pentuphouse, regia di Cate Shortland (Australia)
- La perdita dell'innocenza (The Loss of Sexual Innocence), regia di Mike Figgis (Stati Uniti, Regno Unito)
- Platonische Liebe, regia di Philipp Kadelbach (Germania)
- Pombagira, regia di Maja Vargas e Patrícia Guimarães (Brasile)
- Praise, regia di John Curran (Australia)
- Quelque chose d'organique, regia di Bertrand Bonello (Francia, Canada)
- Rakete, regia di Ulrich Köhler e Nina Könnemann (Germania)
- The Reckoning, regia di Kevin Sim (Stati Uniti, Regno Unito)
- Rien sur Robert, regia di Pascal Bonitzer (Francia)
- Rosie - Il diavolo nella mia testa (Rosie), regia di Patrice Toye (Francia, Belgio)
- Schpaaa, regia di Erik Poppe (Norvegia)
- Sin Ti, regia di Alejandra Carmona (Germania)
- Sled kraja na sveta, regia di Ivan Nitchev (Bulgaria, Germania, Grecia)
- Solas, regia di Benito Zambrano (Spagna)
- The Source: The Story of the Beats and the Beat Generation, regia di Chuck Workman (Stati Uniti)
- Speedway Junky, regia di Nickolas Perry (Stati Uniti)
- Still Crazy, regia di Brian Gibson (Regno Unito)
- Tala med mig systrar, regia di Maj Wechselmann (Svezia, Sudafrica)
- Trick, regia di Jim Fall (Stati Uniti)
- Uferlos, regia di Marco Mittelstaedt (Germania)
- Velinhas, regia di Gustavo Spolidoro (Brasile)
- Verbal Sex, regia di Alberto Ferreras (Stati Uniti)
- Visit From Outer Space, regia di Sietske Tjallingii (Paesi Bassi)
- Vuoti a perdere, regia di Massimo Costa (Italia)
- Zona di guerra (The War Zone), regia di Tim Roth (Italia, Regno Unito)

#### Proiezione speciale
- Overstimulated, regia di Jack Smith (Stati Uniti)

### Forum
- 1997. Zapisi Rustema s kartinkami, regia di Ardak Amirkulov (Kazakistan)
- 2H, regia di Li Ying (Giappone)
- A, regia di Tatsuya Mori (Giappone)
- Adorenarin doraibu, regia di Shinobu Yaguchi (Giappone)
- Ajans-E Shisheh-I, regia di Ebrahim Hatamikia (Iran)
- An American Love Story, regia di Jennifer Fox (USA)
- Baanoo, regia di Dariush Mehrjui (Iran)
- Bei zheng, regia di Evans Chan (Hong Kong)
- Bhoothakkannadi, regia di Ambazhathil Karunakaran Lohithadas (India)
- Brakhage, regia di Jim Shedden (Canada)
- Bye-Bye Souirty, regia di Daoud Aoulad-Syad (Francia, Marocco)
- Les Casablancais, regia di Abdelkader Lagtaa (Francia, Marocco, Canada)
- Chef!, regia di Jean-Marie Téno (Francia, Camerun)
- Choyonghan kajok, regia di Jee-woon Kim (Corea del Sud)
- Contract Killer (Sat sau ji wong), regia di Wei Tung (Hong Kong)
- The Cruise, regia di Bennett Miller (USA)
- Damenwahl - Szenen aus dem Abendland, regia di Viola Stephan (Germania)
- Dealer, regia di Thomas Arslan (Germania)
- Dil Se, regia di Mani Ratnam (India)
- Dog Food, regia di Seiichi Tanabe (Giappone)
- The Double Life of Ernesto Gomez-Gomez, regia di Catherine Ryan e Gary Weimberg (USA)
- The Eternal (Trance), regia di Michael Almereyda (USA)
- Fabrik/Leben, regia di Alfred Behrens (Germania)
- Fai seung dat yin, regia di Tat-Chi Yau (Hong Kong)
- La falaise, regia di Faouzi Bensaïdi (Francia)
- Giorno per giorno (Yom Yom), regia di Amos Gitai (Israele, Francia)
- Herr Zwilling und Frau Zuckermann, regia di Volker Koepp (Germania)
- Hui nin yin fa dak bit doh, regia di Fruit Chan (Hong Kong)
- In principio erano le mutande, regia di Anna Negri (Italia)
- Isbannik (A. Solchenizyn), regia di Olesja Fokina (Russia)
- Janmadinam, regia di Suma Josson (India)
- Joe Hill, regia di Bo Widerberg (Svezia, USA)
- Juha, regia di Aki Kaurismäki (Finlandia)
- Kaliyattam, regia di Jayaraaj (India)
- Keïd Ensa, regia di Farida Benlyazid (Marocco, Francia, Svizzera, Tunisia)
- Killer.berlin.doc, regia di Bettina Ellerkamp e Jörg Heitmann (Germania)
- Lebensläufe II - Brigitte, regia di Barbara e Winfried Junge (Germania)
- License to Live (Ningen gōkaku), regia di Kiyoshi Kurosawa (Giappone)
- Lila Lili, regia di Marie Vermillard (Francia)
- Liv till varje pris, regia di Stefan Jarl (Svezia)
- Meili xin shijie, regia di Runjiu Shi (Taiwan, Cina)
- Mektoub, regia di Nabil Ayouch (Francia, Marocco)
- Nekem lámpást adott kezembe az Úr Pesten, regia di Miklós Jancsó (Ungheria)
- Nissa... wa nissa, regia di Saâd Chraïbi (Marocco)
- Nonstop, regia di Olafur Sveinsson (Germania)
- Nos traces silencieuses, regia di Myriam Aziza e Sophie Bredier (Francia)
- Okraina, regia di Pyotr Lutsik (Russia)
- One of Us, regia di Susan Korda (USA)
- L'ospite, regia di Alessandro Colizzi (Italia)
- La petite vendeuse de soleil, regia di Djibril Diop Mambéty (Senegal, Francia, Svizzera, Germania)
- Poniedzialek, regia di Witold Adamek (Polonia)
- Por esos ojos, regia di Gonzalo Arijon e Virginia Martínez (Francia)
- Pripyat, regia di Nikolaus Geyrhalter (Austria)
- Quatre femmes d'Égypte, regia di Tahani Rached (Canada)
- The Real McCoy, regia di Pekka Lehto (Finlandia, Svezia, Regno Unito)
- Rose e pistole, regia di Carla Apuzzo (Italia)
- Sara, regia di Syd Atlas e Uwe Lauterkorn (Germania)
- El siglo del viento, regia di Fernando Birri (Argentina, Uruguay, Francia, Germania, Spagna)
- Silvia Prieto, regia di Martín Rejtman (Argentina)
- Si me comprendieras, regia di Rolando Díaz (Spagna, Cuba)
- Sladké století, regia di Helena Trestíková (Repubblica Ceca)
- Thug Life in D.C., regia di Marc Levin (USA)
- A Tokyo Fusebox, regia di Susanna Salonen (Germania)
- Trans, regia di Julian Goldberger (USA)
- Trois ponts sur la rivière, regia di Jean-Claude Biette (Francia, Portogallo)
- Tsvety kalenduly, regia di Sergey Snezhkin (Russia)
- Uhri - elokuva metsästä, regia di Anastasia Lapsui e Markku Lehmuskallio (Finlandia)
- Vers la mer, regia di Annik Leroy (Belgio)
- Viehjud Levi, regia di Didi Danquart (Germania, Svizzera, Austria)
- La vie sur terre, regia di Abderrahmane Sissako (Mali, Mauritania, Francia)
- La vita è un fischio (La vida es silbar), regia di Fernando Pérez (Cuba, Spagna)
- Wremja tschu enlaja, regia di Juri Chaschtschewatskij (Russia)
- Wu jian lucheng, regia di Daniel Chan (Hong Kong)
- Yek Etefagh sadeh, regia di Sohrab Shahid Saless (Iran)
- Yom Huledet Same'ach Mar Mograbi, regia di Avi Mograbi (Israele, Francia)

### Kinderfilmfest/14plus
- Die 3 Posträuber, regia di Andreas Prochaska (Austria)
- Aquarium, regia di Natalie Kaplan (Israele)
- The Bear, regia di Hilary Audus (Regno Unito)
- Bror, min bror, regia di Henrik Ruben Genz (Danimarca)
- Charlotje, regia di Lien Willaert (Belgio)
- Le chat d'appartement, regia di Sarah Roper (Francia)
- Chips, regia di Kostas Macheras (Grecia)
- Chrysanthemum, regia di Virginia Wilkos (USA)
- En el espejo del cielo, regia di Carlos Salcés (Messico)
- Flugsoppan, regia di Lennart e Ylva-Li Gustafsson (Svezia)
- L'inizio della vita (Missing Link), regia di Ger Poppelaars (Paesi Bassi, Belgio)
- Kto, esli ne my, regia di Valeriy Priyomykhov (Russia)
- Madelief: Krassen in het tafelblad, regia di Ineke Houtman (Paesi Bassi)
- Marvellous Milly, regia di Thomas Voigt (Germania)
- Mehr-E Madari, regia di Kamal Tabrizi (Iran)
- Ole Aleksander Filibom-bom-bom, regia di Anne-Marie Nørholm (Norvegia)
- Os três Zuretas, regia di Cecílio Neto (Brasile)
- Patterns, regia di Kirsten Sheridan (Irlanda)
- Pete's Meteor, regia di Joe O'Byrne (Irlanda, USA, Germania)
- Tommy e la lince (Poika ja ilves), regia di Raimo O. Niemi (Finlandia)
- Il primo fiocco di neve (The First Snow of Winter), regia di Graham Ralph (Regno Unito)
- Sancta mortale, regia di Ilse Somers (Belgio)
- Solo le nuvole (Bare skyer beveger stjernene), regia di Torun Lian (Norvegia)
- Stjärnsystrar, regia di Tobias Falk (Svezia, Danimarca, Finlandia, Norvegia)
- Striptease, regia di Amnon Kotler (Israele)
- Sussei Yam, regia di Nir Bergman (Israele)
- The Sweetest Gift, regia di Stuart Margolin (Canada, USA)
- The Tic Code, regia di Gary Winick (USA)
- L'ultimo spazio verde (De bal), regia di Danny Deprez (Belgio, Paesi Bassi, Germania, Francia)
- Zwei in einem Boot, regia di Cornelia Grünberg (Germania)

### Retrospettiva
- L'amante immortale (Daisy Kenyon), regia di Otto Preminger (USA)
- Ambra (Forever Amber), regia di Otto Preminger (USA)
- Anatomia di un omicidio (Anatomy of a Murder), regia di Otto Preminger (USA)
- Un angelo è caduto (Fallen Angel), regia di Otto Preminger (USA)
- Bellezze rivali (Centennial Summer), regia di Otto Preminger (USA)
- Bunny Lake è scomparsa (Bunny Lake Is Missing), regia di Otto Preminger (Regno Unito)
- Buongiorno tristezza (Bonjour tristesse), regia di Otto Preminger (USA, Regno Unito)
- Il cardinale (The Cardinal), regia di Otto Preminger (USA)
- Carmen Jones, regia di Otto Preminger (USA)
- Corte marziale (The Court-Martial of Billy Mitchell), regia di Otto Preminger (USA)
- Dimmi che mi ami, Junie Moon (Tell Me That You Love Me, Junie Moon), regia di Otto Preminger (USA)
- E venne la notte (Hurry Sundown), regia di Otto Preminger (USA)
- Exodus, regia di Otto Preminger (USA)
- Il fattore umano (The Human Factor), regia di Otto Preminger (Regno Unito)
- Il grande amore (Die große Liebe), regia di Otto Preminger (Austria)
- Ghiaccio verde (Green Ice), regia di George Waggner (USA) - Episodio della serie tv Batman, 2ª stagione
- Ho salvato l'America (They Got Me Covered), regia di David Butler (USA)
- In Nacht und Eis, regia di Mime Misu (Germania)
- Die Jungfrau auf dem Dach, regia di Otto Preminger (USA)
- Ma che razza di amici! (Such Good Friends), regia di Otto Preminger (USA)
- Der magische Gürtel, regia di Hans Brennert (Germania)
- La magnifica preda (River of No Return), regia di Otto Preminger (USA)
- Margine d'errore (Margin for Error), regia di Otto Preminger (USA)
- Nel frattempo, cara (In the Meantime, Darling), regia di Otto Preminger (USA)
- Operation: Barracuda, regia di Von Stuart (USA) - Episodio della serie tv Suspense
- Operazione Rosebud (Rosebud), regia di Otto Preminger (USA)
- Otto Preminger. Ein Portrait, regia di Wolfgang Jacobsen e Martin Koerber (Germania)
- La penna rossa (The 13th Letter), regia di Otto Preminger (USA)
- The Pied Piper, regia di Irving Pichel (USA)
- Preminger: Anatomy of a Filmmaker, regia di Valerie A. Robins (Austria, USA)
- Prima vittoria (In Harm's Way), regia di Otto Preminger (USA)
- Quei cari parenti (Danger - Love at Work), regia di Otto Preminger (USA)
- Santa Giovanna (Saint Joan), regia di Otto Preminger (USA, Regno Unito)
- Scandalo a corte (A Royal Scandal), regia di Otto Preminger (USA)
- Seduzione mortale (Angel Face), regia di Otto Preminger (USA)
- Il segreto di una donna (Whirlpool), regia di Otto Preminger (USA)
- Schiavo della tua malia (Under Your Spell), regia di Otto Preminger (USA)
- La signora in ermellino (That Lady in Ermine), regia di Ernst Lubitsch (USA)
- Sinfonia nuziale (The Wedding March), regia di Erich von Stroheim (USA)
- Skidoo, regia di Otto Preminger (USA)
- Stalag 17 - L'inferno dei vivi (Stalag 17), regia di Billy Wilder (USA)
- Sui marciapiedi (Where the Sidewalk Ends), regia di Otto Preminger (USA)
- Tempesta su Washington (Advise & Consent), regia di Otto Preminger (USA)
- Tonight at 8:30, regia di Otto Preminger (USA) - Episodio della serie tv Producers' Showcase
- L'uomo dal braccio d'oro (The Man with the Golden Arm), regia di Otto Preminger (USA)
- La vergine sotto il tetto (The Moon Is Blue), regia di Otto Preminger (USA)
- Il ventaglio (The Fan), regia di Otto Preminger (USA)
- Vertigine (Laura), regia di Otto Preminger (USA)

## Premi

### Premi della giuria internazionale
- Orso d'oro per il miglior film: La sottile linea rossa di Terrence Malick
- Orso d'argento per il miglior regista: Stephen Frears per Hi-Lo Country
- Orso d'argento per la migliore attrice: ex aequo Maria Schrader e Juliane Köhler per Aimée & Jaguar
- Orso d'argento per il miglior attore: Michael Gwisdek per Nachtgestalten
- Orso d'argento per il miglior contributo artistico: David Cronenberg per la regia di eXistenZ
- Orso d'argento per il miglior contributo singolo: Marc Norman e Tom Stoppard per la sceneggiatura di Shakespeare in Love
- Orso d'argento, gran premio della giuria: Mifune - Dogma 3 di Søren Kragh-Jacobsen
- Menzione d'onore:

Iben Hjejle per la miglior giovane attrice in Mifune - Dogma 3
Ricomincia da oggi di Bertrand Tavernier per la particolarità del soggetto
John Toll per la fotografia di La sottile linea rossa
- Premio Alfred Bauer: Karnaval di Thomas Vincent
- Premio l'angelo azzurro: Viaggio verso il sole di Yeşim Ustaoğlu
- Orso d'oro per il miglior cortometraggio: ex aequo Faraon di Sergei Ovcharov e Maski di Piotr Karwas
- Orso d'argento, premio della giuria (cortometraggi): Desserts di Jeff Stark

### Premi onorari
- Orso d'oro alla carriera: Shirley MacLaine
- Berlinale Kamera: Armen Medvedev, Robert Rodríguez, Meryl Streep

### Premi della Children's Jury
- Orso di cristallo per il miglior film: The Tic Code di Gary Winick
- Menzione speciale: Solo le nuvole di Torun Lian
- Menzione speciale: Pete's Meteor di Joe O'Byrne
- Orso di cristallo per il miglior cortometraggio: Bror, min bror di Henrik Ruben Genz
- Menzione speciale: Flugsoppan di Lennart e Ylva-Li Gustafsson
- Grand Prix per il miglior film: ex aequo The Tic Code di Gary Winick e Mehr-E Madari di Kamal Tabrizi
- Menzione speciale: Madelief: Krassen in het tafelblad di Ineke Houtman
- Special Prize per il miglior cortometraggio: En el espejo del cielo di Carlos Salcés
- Menzione speciale: Le chat d'appartement di Sarah Roper
- Menzione speciale: Bror, min bror di Henrik Ruben Genz

### Premi delle giurie indipendenti
- Guild Prize: La fortuna di Cookie di Robert Altman
- Peace Film Award: Viaggio verso il sole di Yeşim Ustaoğlu
- Premio Caligari: Viehjud Levi di Didi Danquart
- Premio Wolfgang Staudte: The Cruise di Bennett Miller
- NETPAC Prize: ex aequo Dil Se di Mani Ratnam e 2H di Li Ying
- Don Quixote Prize: Okraina di Pyotr Lutsik
- Menzione speciale: The Cruise di Bennett Miller
- Menzione speciale: Baanoo di Dariush Mehrjui
- Premio della giuria ecumenica:
- Competizione: Ricomincia da oggi di Bertrand Tavernier
  - Premio speciale della giuria: Emporte-moi di Léa Pool
- Panorama: Tala med mig systrar di Maj Wechselmann
  - Premio speciale della giuria: Solas di Benito Zambrano
- Forum: Dealer di Thomas Arslan
- Premio FIPRESCI:
- Competizione: Ricomincia da oggi di Bertrand Tavernier
- Panorama: Ah haru di Shinji Sōmai
- Forum: Dealer di Thomas Arslan
- Premio CICAE:
- Panorama: Zona di guerra di Tim Roth
- Raccomandazione: Fucking Åmål - Il coraggio di amare di Lukas Moodysson
- Raccomandazione: Solas di Benito Zambrano
- Forum: La vita è un fischio di Fernando Pérez
- Menzione d'onore: Juha di Aki Kaurismäki
- Menzione d'onore: La vita è un fischio di Fernando Pérez
- Panorama Award of the New York Film Academy: Uferlos di Marco Mittelstaedt
- Menzione speciale: Otac, sin, sveti duh di Zelimir Gvardiol
- Menzione speciale: Dreamers di Félix Viscarret
- Teddy Award:
  - Miglior lungometraggio: Fucking Åmål - Il coraggio di amare di Lukas Moodysson
  - Miglior documentario: The Man Who Drove with Mandela di Greta Schiller
  - Miglior cortometraggio: Liu Awaiting Spring di Andrew Soo
  - Premio della giuria: Wieland Speck[6]
  - Premio dei lettori di Siegessäule: Trick di Jim Fall

### Premi dei lettori e del pubblico
- Premio del pubblico al miglior film (Panorama): Solas di Benito Zambrano
- Premio dei lettori del Berliner Mongerpost: Mifune - Dogma 3 di Søren Kragh-Jacobsen
- Premio dei lettori del Berliner Zeitung: Trans di Julian Goldberger